# Hérin
Pour les articles homonymes, voir Hérin (homonymie) et Herrin (homonymie).
Hérin est une commune française située dans le département du Nord, en région Hauts-de-France.

## Géographie

### Communes limitrophes
| Wallers Bellaing       | Raismes           | Aubry-du-Hainaut |
| Oisy                   | Hérin             |                  |
| Wavrechain-sous-Denain | Rouvignies Prouvy | La Sentinelle    |

### Hydrographie
La commune est située dans le bassin Artois-Picardie. Elle n'est drainée par aucun cours d'eau,.

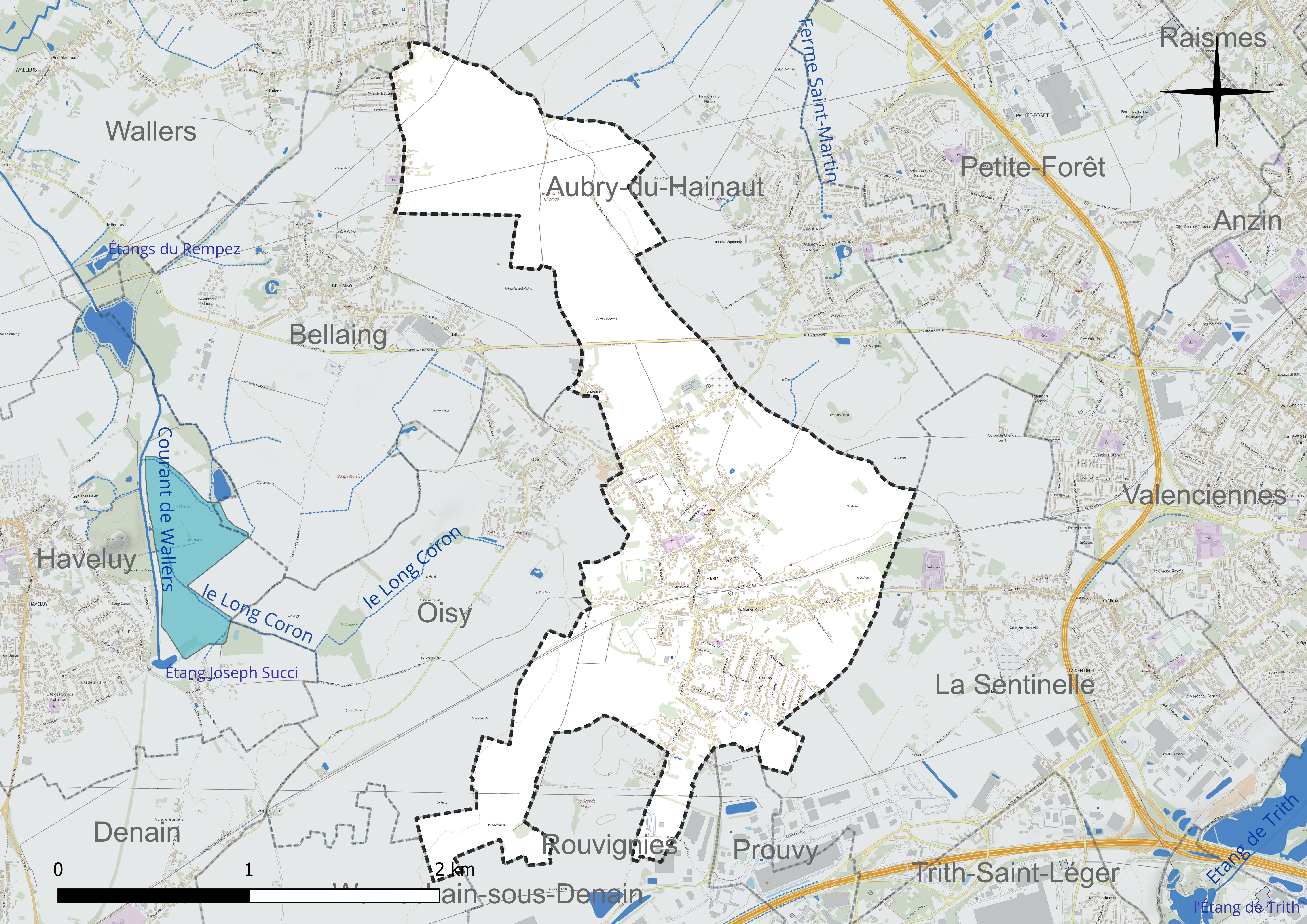
Réseau hydrographique d'Hérin.

### Climat
Pour des articles plus généraux, voir Climat des Hauts-de-France et Climat du Nord.
En 2010, le climat de la commune est de type climat océanique dégradé des plaines du Centre et du Nord, selon une étude du CNRS s'appuyant sur une série de données couvrant la période 1971-2000. En 2020, Météo-France publie une typologie des climats de la France métropolitaine dans laquelle la commune est dans une zone de transition entre le climat océanique et le climat océanique altéré et est dans la région climatique  Nord-est du bassin Parisien, caractérisée par un ensoleillement médiocre, une pluviométrie moyenne régulièrement répartie au cours de l'année et un hiver froid (3 °C). 
Pour la période 1971-2000, la température annuelle moyenne est de 10,4 °C, avec une amplitude thermique annuelle de 14,8 °C. Le cumul annuel moyen de précipitations est de 735 mm, avec 11,9 jours de précipitations en janvier et 9,7 jours en juillet. Pour la période 1991-2020, la température moyenne annuelle observée sur la station météorologique la plus proche, située sur la commune de Valenciennes à 5 km à vol d'oiseau, est de 11,0 °C et le cumul annuel moyen de précipitations est de 694,1 mm,. Pour l'avenir, les paramètres climatiques de la commune estimés pour 2050 selon différents scénarios d'émission de gaz à effet de serre sont consultables sur un site dédié publié par Météo-France en novembre 2022.
| Mois                                  | jan.           | fév.           | mars           | avril         | mai           | juin         | jui.          | août          | sep.          | oct.          | nov.             | déc.           | année      |
| ------------------------------------- | -------------- | -------------- | -------------- | ------------- | ------------- | ------------ | ------------- | ------------- | ------------- | ------------- | ---------------- | -------------- | ---------- |
| Température minimale moyenne (°C)     | 1,3            | 1,4            | 3,3            | 5             | 8,4           | 11,4         | 13,5          | 13,2          | 10,7          | 8             | 4,4              | 2              | 6,9        |
| Température moyenne (°C)              | 3,9            | 4,5            | 7,4            | 10,1          | 13,6          | 16,6         | 18,7          | 18,6          | 15,5          | 11,7          | 7,3              | 4,5            | 11         |
| Température maximale moyenne (°C)     | 6,4            | 7,6            | 11,4           | 15,1          | 18,8          | 21,9         | 24            | 24            | 20,4          | 15,5          | 10,2             | 6,9            | 15,2       |
| Record de froid (°C) date du record   | −14,9 07.01.09 | −13,3 04.02.12 | −11,9 13.03.13 | −4,9 11.04.03 | −1,1 06.05.19 | 1,1 02.06.06 | 5 31.07.15    | 5,6 20.08.14  | −0,4 30.09.18 | −6,2 24.10.03 | −10,1 23.11.1998 | −11,6 18.12.10 | −14,9 2009 |
| Record de chaleur (°C) date du record | 15,3 09.01.15  | 19,2 26.02.19  | 23,9 31.03.21  | 28 20.04.18   | 31,2 29.05.17 | 35 28.06.11  | 40,9 25.07.19 | 37,2 12.08.03 | 34,8 15.09.20 | 28,6 01.10.11 | 21,8 12.11.1995  | 16,2 31.12.22  | 40,9 2019  |
| Précipitations (mm)                   | 54,3           | 47,3           | 50,8           | 41,8          | 57,9          | 63,1         | 66,4          | 67,6          | 52,1          | 60,1          | 63,9             | 68,8           | 694,1      |

## Urbanisme

### Typologie
Au 1er janvier 2024, Hérin est catégorisée ceinture urbaine, selon la nouvelle grille communale de densité à sept niveaux définie par l'Insee en 2022.
Elle appartient à l'unité urbaine de Valenciennes (partie française), une agglomération internationale regroupant 56  communes, dont elle est une commune de la banlieue,,. Par ailleurs la commune fait partie de l'aire d'attraction de Valenciennes (partie française), dont elle est une commune de la couronne,. Cette aire, qui regroupe 102 communes, est catégorisée dans les aires de 200 000 à moins de 700 000 habitants,.

### Occupation des sols
L'occupation des sols de la commune, telle qu'elle ressort de la base de données européenne d'occupation biophysique des sols Corine Land Cover (CLC), est marquée par l'importance des territoires agricoles (67,1 % en 2018), en diminution par rapport à 1990 (70,7 %). La répartition détaillée en 2018 est la suivante : 
terres arables (64,9 %), zones urbanisées (32,5 %), prairies (2,2 %), zones industrielles ou commerciales et réseaux de communication (0,4 %). L'évolution de l'occupation des sols de la commune et de ses infrastructures peut être observée sur les différentes représentations cartographiques du territoire : la carte de Cassini (XVIIIe siècle), la carte d'état-major (1820-1866) et les cartes ou photos aériennes de l'IGN pour la période actuelle (1950 à aujourd'hui).

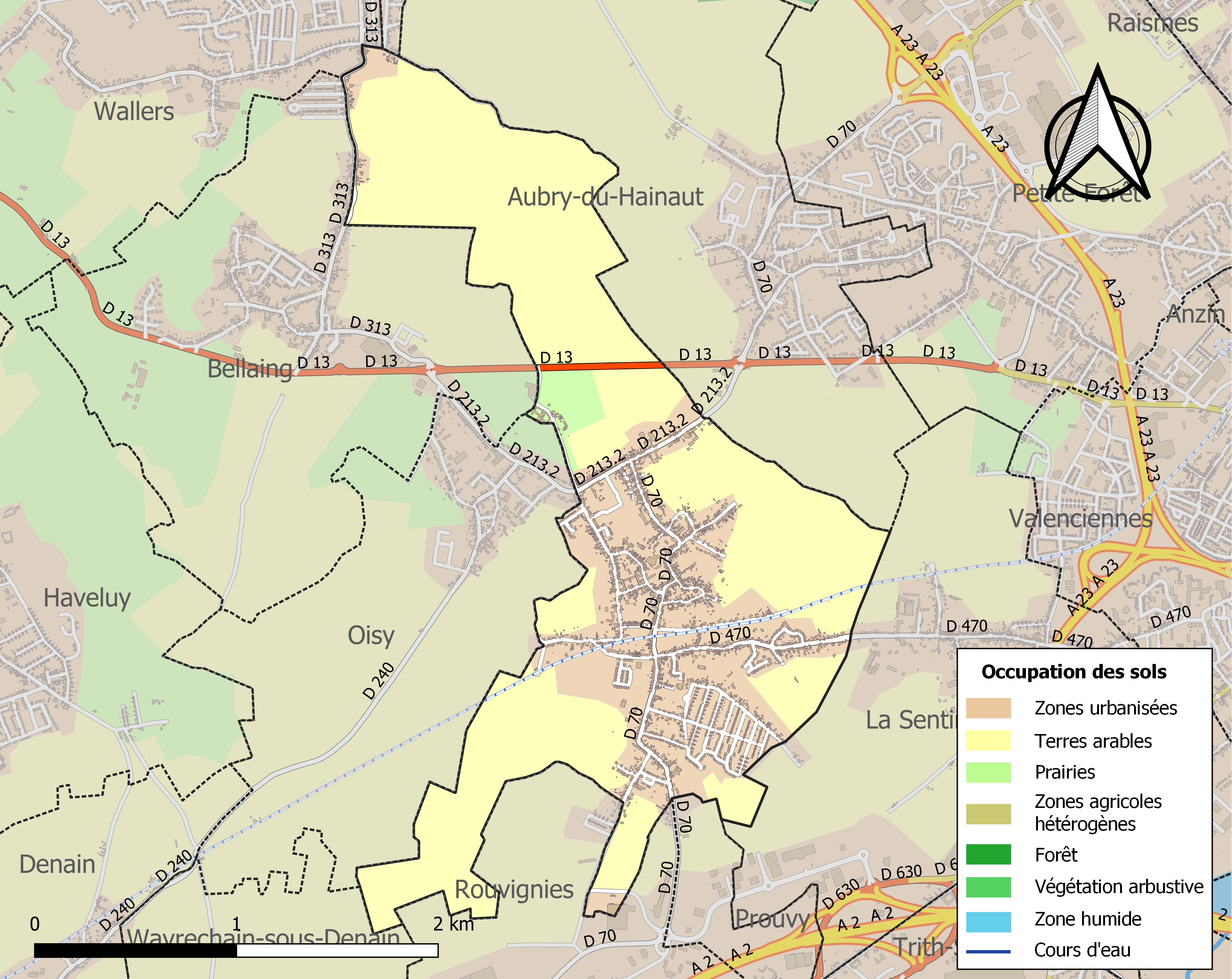
Carte des infrastructures et de l'occupation des sols de la commune en 2018 (CLC).

### Habitat et logement
En 2019, le nombre total de logements dans la commune était de 1 838, alors qu'il était de 1 718 en 2014 et de 1 556 en 2009.
Parmi ces logements, 93,6 % étaient des résidences principales, 0,2 % des résidences secondaires et 6,2 % des logements vacants. Ces logements étaient pour 90,6 % d'entre eux des maisons individuelles et pour 9,1 % des appartements.
Le tableau ci-dessous présente la typologie des logements à Hérin en 2019 en comparaison avec celle du Nord et de la France entière. Une caractéristique marquante du parc de logements est ainsi une proportion de résidences secondaires et logements occasionnels (0,2 %) inférieure à celle du département (1,6 %) mais supérieure à celle de la France entière (9,7 %). Concernant le statut d'occupation de ces logements, 59,5 % des habitants de la commune sont propriétaires de leur logement (60,5 % en 2014), contre 54,7 % pour le Nord et 57,5 pour la France entière.
| Typologie                                               | Hérin | Nord | France entière |
| ------------------------------------------------------- | ----- | ---- | -------------- |
| Résidences principales (en %)                           | 93,6  | 90,6 | 82,1           |
| Résidences secondaires et logements occasionnels (en %) | 0,2   | 1,6  | 9,7            |
| Logements vacants (en %)                                | 6,2   | 7,8  | 8,2            |

### Voies de communication et transports
Hérin est desservie par la station Le Galibot du Tramway de Valenciennes. Une seconde station, Les Grémonts, est prévue ultérieurement. En 2020, ce projet n'est toujours pas ressorti. La station Le Galibot se trouve quasiment au même endroit que l'ancienne gare d'Hérin du chemin de fer de Somain à Péruwelz. Hérin est également desservie par les lignes de bus 102, 110 et A.

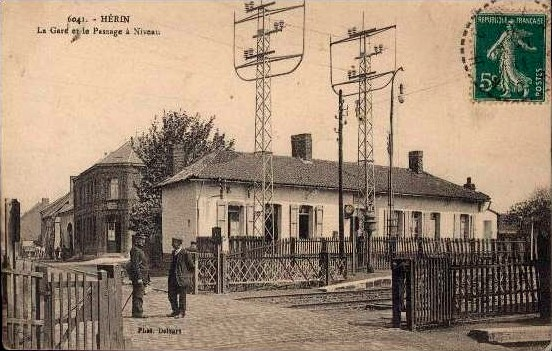
Ancienne gare d'Hérin
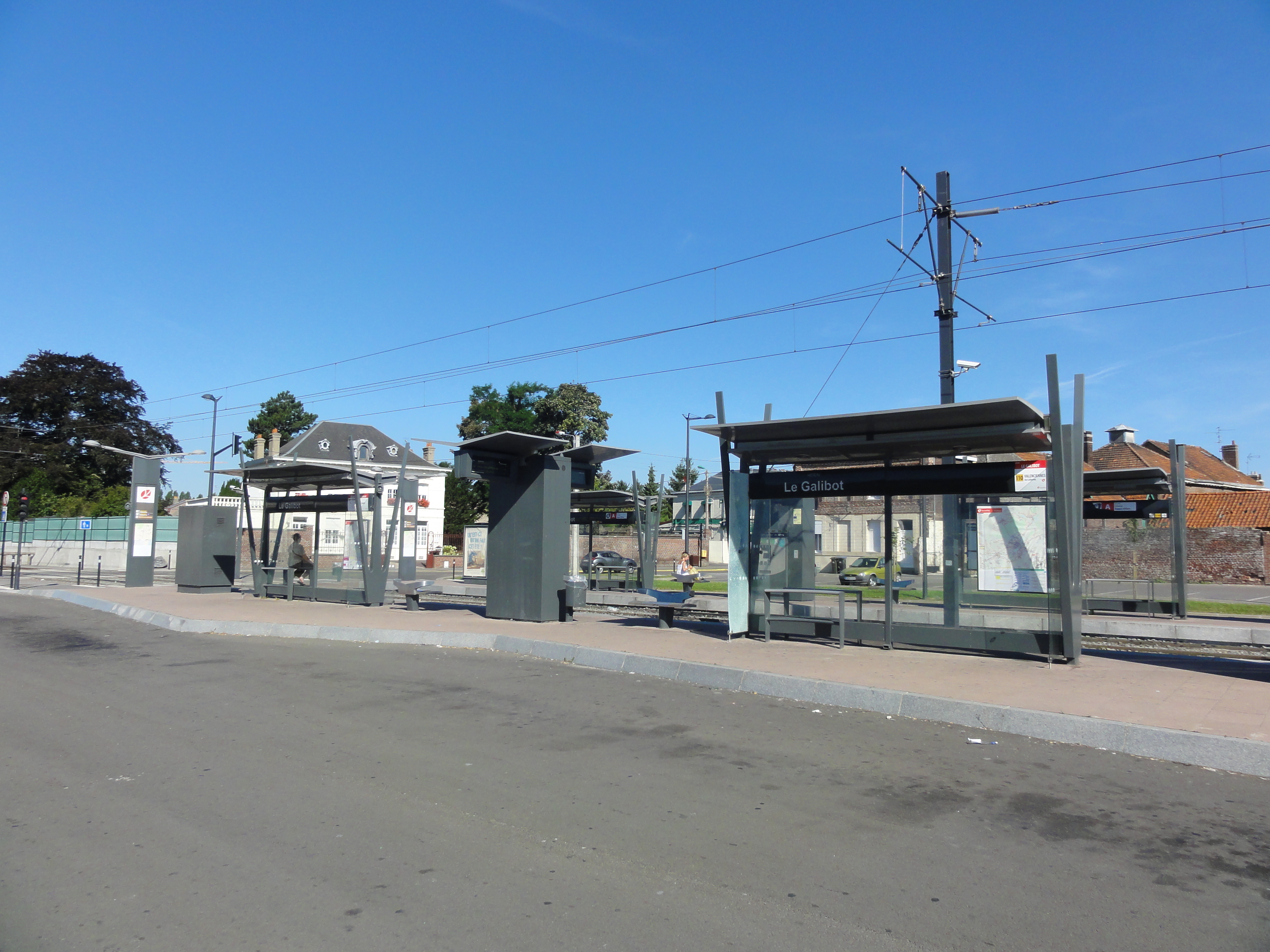
Halte Le Galibot, Tramway de Valenciennes

## Toponymie
Au XVe siècle, la commune avait pour nom Iérin comme on le voit dans la légende de la Sainte Croix de Douchy qui date de 1447. Il est dit que ce livre fut découvert par l'advertance de Messire Jacq Hanuel, curée de Iérin.
Au XVIIe siècle, on écrivait Errin ou Erin. Au XVIIIe siècle, on trouve Erain dans plusieurs actes civils. Ce n'est qu'au XIXe siècle que la commune reçoit son nom actuel : Hérin.
Étymologiquement, le nom de la ville a une signification : « Manoir de Herbert ». Il dériverait de Her, diminutif de Herbert et de Hern, qui signifie manoir. Hérin possède ses armes : Portes de gueules au chef orné de trois sautoirs de sables.

## Histoire

### Moyen Âge
Hérin est une seigneurie détenue par une famille portant le nom de la localité.

### Époque contemporaine

#### La Fosse Hérin
Un peu d'histoire s'impose avant de voir tomber un des derniers signes de l'industrie minière. L'ancienne fosse d'Hérin a une superficie de 32 531 m2. Avec les 58 430 m2 du terril adossé à cette fosse, l'activité de l'époque se déroulait donc sur plus de 9 ha.
La naissance de la fosse remonte à la fin du XIXe siècle; en effet, c'est en 1866 que sont entrepris les travaux pour creuser les deux puits. - le 1er jusqu'à la cote -400 m - le 2e jusqu'à la cote -615 m. Ils avaient tous les deux un diamètre de 2,60 m. Ce n'est qu'en 1890 qu'est  creusé le troisième puits, construit qu'après la fin de la Première Guerre mondiale en 1920. À l'époque, ce type de construction[Lequel ?] était nécessaire à cause du manque d'acier. Son diamètre était le double des précédents (5 m) ce qui a permis d'atteindre la cote -740 m
Ce puits est exploité jusqu'au 31 juillet 1936 date de sa fermeture. Huit  millions de tonnes de charbon ont été extraites de cette fosse et de ses galeries qui communiquaient avec les fosses des environs : Denain, Escaudain, Douchy, Sabatier, Aremberg, etc. Il était même possible sans remonter à la surface d'aller jusqu'aux environs de la frontière belge. La longueur des galeries était donc de plusieurs milliers de kilomètres et l'on pouvait y circuler librement.
Ces galeries sont  abandonnées de nos jours. Cependant, à la fosse d'Aremberg très proche de nous, il y a encore à l'heure actuelle 50 km de galeries en cours d'entretien et dans lesquelles on circule en permanence. La Compagnie des mines d'Anzin garde le puits d'Hérin en état d'exploitation jusque dans les années 1950, le type de charbon extrait convenant parfaitement aux besoins de la SNCF et de ses machines à vapeur; c'était un charbon d'une qualité 3/4 gras. Ce gisement dit « Écailel de Denain » comportait 20 à 25 % de matière volatile. En outre, il était très irrégulier malgré les sept veines qui le composaient.
Pour illustrer les difficultés d'exploitation rencontrées au fond, il est bon de savoir que parfois les veines passaient de l'horizontale à une inclinaison supérieure à 10 degrés. Dans le jargon des mineurs une telle exploitation était appelée "gisement en chaise". L'électrification des lignes S.N.C.F. dans la région et le remplacement des machines à vapeur furent déterminants pour l'arrêt de ce puits. Néanmoins, ce n'est qu'en 1955 que l'on procéda aux remblaiements de ces trois puits. Ces remblaiements furent suivis très sérieusement par les Houillères et de nombreuses comparaisons furent faites quant au volume à combler compte tenu du compactage naturel dû à la très grande hauteur de chute des matériaux et le volume de ceux-ci mis en place afin d'éviter par la suite des affaissements dangereux. Pour terminer des dalles de béton pouvant résister à une pression de 4 tonnes au m² furent coulées par-dessus.

## Politique et administration

### Rattachements administratifs et électoraux

#### Rattachements administratifs
La commune se trouve depuis 1824 dans l'arrondissement de Valenciennes du département du Nord.
Elle faisait partie depuis 1801 du canton de Valenciennes-Sud. Dans le cadre du redécoupage cantonal de 2014 en France, cette circonscription administrative territoriale a disparu, et le canton n'est plus qu'une circonscription électorale.

#### Rattachements électoraux
Pour les élections départementales, la commune est membre depuis 2014 du  canton d'Aulnoy-lez-Valenciennes
Pour l'élection des députés, elle fait partie de la dix-neuvième circonscription du Nord.

### Intercommunalité
Hérin est membre fondateur de la communauté d'agglomération de la Porte du Hainaut, un établissement public de coopération intercommunale (EPCI) à fiscalité propre créé initialement  en 2000 et auquel la commune a transféré un certain nombre de ses compétences, dans les conditions déterminées par le code général des collectivités territoriales.

### Tendances politiques et résultats
Lors du second tour des élections municipales de 2014 dans le Nord, la liste DVG obtient la majorité absolue des suffrages exprimés, avec 1 030 voix, devançant de 161 voix celle PCF menée par Michel Bassez, qui a recueilli 869 voix (42,53 %, 6 conseillers municipaux élus).
La troisième liste, DVD menée par Michel Demay,  a obtenu 144 voix.
Lors de ce scrutin, 27,69 % des électeurs se sont abstenus.
Lors du premier tour des élections municipales de 2020 dans le Nord, la liste DVG-SE menée par le maire sortant Jean-Paul Comyn obtient la majorité absolue des suffrages exprimés, avec 764 voix (55,20 %, 21 conseillers municipaux élus dont 2 communautaires), devançant très largement celles menées respectivement par, : 

- Michel Bassez 	(PCF + LFI + SE + DVG, 482 voix, 34,83 %, 5 conseillers municipaux élus) ;

- Michel Laude (DVD + SE, 138 voix, 9,97 %, 1 conseiller municipal élu).
Lors de ce scrutin marqué par la pandémie de Covid-19 en France, 50,38 % des électeurs se sont abstenus.

### Administration municipale
Le maire pour la mandature 2020-2026 est Jean-Paul Comyn, entouré de 8 adjoints et de deux conseillers municipaux délégués. La majorité municipale est constituée de 21 membres sur 27 conseillers municipaux.

### Liste des maires
| Période                                  | Période                       | Identité                       | Étiquette | Qualité                                                        |
| ---------------------------------------- | ----------------------------- | ------------------------------ | --------- | -------------------------------------------------------------- |
| Les données manquantes sont à compléter. |                               |                                |           |                                                                |
| Maire en 1802-1803                       |                               | A. J. Caron                    |           |                                                                |
| Maire en 1807                            |                               | Leroy                          |           |                                                                |
| Maire en 1909                            |                               | Hilaire Moreau                 |           |                                                                |
| Maire en 1943                            |                               | Victor Dupont                  |           |                                                                |
| Les données manquantes sont à compléter. |                               |                                |           |                                                                |
| Maire en décembre 1978                   |                               | Alphonse Delpointe (1920-2000) | PCF       |                                                                |
| mars 1989                                | mars 2001                     | Michel Bassez                  | PCF       | Fonctionnaire Réélu en mars et en juin 1995                    |
| mars 2001                                | mars 2008                     | Bernard Traché                 | DVD       | Retraité de la Gendarmerie nationale                           |
| mars 2008                                | 29 mars 2010,                 | Michel Bassez                  | PCF       | Fonctionnaire, maire honoraire                                 |
| avril 2010                               | avril 2014                    | Bernard Degros                 | PCF app.  | Retraité du Trésor public                                      |
| avril 2014                               | En cours (au 2 décembre 2021) | Jean-Paul Comyn                | SE-DVG    | Retraité de la Police nationale Réélu pour le mandat 2020-2026 |

## Équipements et services publics

### Justice, sécurité, secours et défense
La commune relève du tribunal d'instance de Valenciennes, du tribunal de grande instance de Valenciennes, de la cour d'appel de Douai, du tribunal pour enfants de Valenciennes, du conseil de prud'hommes de Valenciennes, du tribunal de commerce de Valenciennes, du tribunal administratif de Lille et de la cour administrative d'appel de Douai.

## Population et société

### Démographie

#### Évolution démographique
L'évolution du nombre d'habitants est connue à travers les recensements de la population effectués dans la commune depuis 1800. Pour les communes de moins de 10 000 habitants, une enquête de recensement portant sur toute la population est réalisée tous les cinq ans, les populations de référence des années intermédiaires étant quant à elles estimées par interpolation ou extrapolation. Pour la commune, le premier recensement exhaustif entrant dans le cadre du nouveau dispositif a été réalisé en 2005.

En 2022, la commune comptait 4 176 habitants, en évolution de +3,06 % par rapport à 2016 (Nord : +0,51 %, France hors Mayotte : +2,11 %).
| 1800 | 1806 | 1821 | 1831 | 1836 | 1841 | 1846  | 1851  | 1856  |
| ---- | ---- | ---- | ---- | ---- | ---- | ----- | ----- | ----- |
| 594  | 688  | 811  | 811  | 877  | 963  | 1 036 | 1 027 | 1 123 |

| 1861  | 1866  | 1872  | 1876  | 1881  | 1886  | 1891  | 1896  | 1901  |
| ----- | ----- | ----- | ----- | ----- | ----- | ----- | ----- | ----- |
| 1 383 | 1 618 | 1 895 | 2 179 | 2 552 | 2 392 | 2 314 | 2 350 | 2 484 |

| 1906  | 1911  | 1921  | 1926  | 1931  | 1936  | 1946  | 1954  | 1962  |
| ----- | ----- | ----- | ----- | ----- | ----- | ----- | ----- | ----- |
| 2 591 | 2 752 | 2 706 | 3 512 | 3 589 | 3 524 | 3 629 | 3 867 | 4 037 |

| 1968  | 1975  | 1982  | 1990  | 1999  | 2005  | 2006  | 2010  | 2015  |
| ----- | ----- | ----- | ----- | ----- | ----- | ----- | ----- | ----- |
| 4 025 | 3 695 | 3 566 | 3 952 | 3 939 | 3 817 | 3 776 | 3 840 | 4 080 |

| 2020  | 2022  | - | - | - | - | - | - | - |
| ----- | ----- | - | - | - | - | - | - | - |
| 4 125 | 4 176 | - | - | - | - | - | - | - |

#### Pyramide des âges
La population de la commune est relativement jeune.
En 2018, le taux de personnes d'un âge inférieur à 30 ans s'élève à 37,6 %, soit en dessous de la moyenne départementale (39,5 %). À l'inverse, le taux de personnes d'âge supérieur à 60 ans est de 23,2 % la même année, alors qu'il est de 22,5 % au niveau départemental.
En 2018, la commune comptait 2 017 hommes pour 2 111 femmes, soit un taux de 51,14 % de femmes, légèrement inférieur au taux départemental (51,77 %).
Les pyramides des âges de la commune et du département s'établissent comme suit.
| Hommes | Classe d’âge | Femmes |
| ------ | ------------ | ------ |
| 0,1    | 90 ou +      | 0,8    |
| 4,3    | 75-89 ans    | 6,5    |
| 16,8   | 60-74 ans    | 17,9   |
| 18,7   | 45-59 ans    | 18,7   |
| 20,3   | 30-44 ans    | 20,5   |
| 18,5   | 15-29 ans    | 16,7   |
| 21,3   | 0-14 ans     | 18,9   |

| Hommes | Classe d’âge | Femmes |
| ------ | ------------ | ------ |
| 0,5    | 90 ou +      | 1,4    |
| 5,3    | 75-89 ans    | 8,1    |
| 14,8   | 60-74 ans    | 16,2   |
| 19,1   | 45-59 ans    | 18,4   |
| 19,5   | 30-44 ans    | 18,7   |
| 20,7   | 15-29 ans    | 19,1   |
| 20,2   | 0-14 ans     | 18     |

## Culture locale et patrimoine

### Lieux et monuments
- Église Saint-Amand : 
Il ne subsiste rien de l'édifice primitif. L'église actuelle, érigée en 1777, se compose d'un vaisseau unique à trois nefs séparées par des colonnes doriques, symboles du style néoclassique, en pierre bleue. Deux autels latéraux, en marbre rose veiné et noir, datent de 1632. Les ornements de ces autels, provenant d'un monument funéraire édifié par le père jésuite Jean-Baptiste de Florbecq à Ath, furent achetés à la Révolution.
L'église a la particularité de ne plus avoir de clocher depuis son effondrement le 26 décembre 1985 à 5h15. Fondée en 1213, rescapée de l'incendie de 1793 lors de l'invasion autrichienne, la tour était construite de pierre blanche et de briques[35]. Après une restauration, l'édifice a ouvert de nouveau ses portes en 2019[36]. Hérin fait partie de la paroisse Notre-Dame de Bonnes Espérance avec Oisy, Bellaing, Aubry-du-Hainaut et Petite-Forêt.
- La ferme du Moulin : 
Elle abrite le club hippique et possède au-dessus de son entrée un pigeonnier de dimensions modestes mais équilibrées[37].Les promenades ne manquent pas. L'une permet de gagner le lieu-dit « Le moulin » (une carte de 1709 situait déjà un moulin à cet endroit, et à la fin du XIXe siècle, ses ailes hachaient encore le ciel), puis au-delà du C.D 113, le chemin longe un vieil arbre magnifique avant de rejoindre le chemin des Fourches sur sa droite puis un peu plus loin Wallers.
Le chemin des Fourches revient lui-même vers le village, coupe le C.D 113, passe au lieu-dit « Le Tilleul » et rejoint le chemin Vinot. Trois possibilités s'offrent alors : face à la rive Ferrer, un chemin rejoint la chasse Malplaquet, un autre un peu plus loin rejoint Dutemple, enfin le chemin lui-même - quand il croise la voie ferrée - permet de revenir vers le centre.

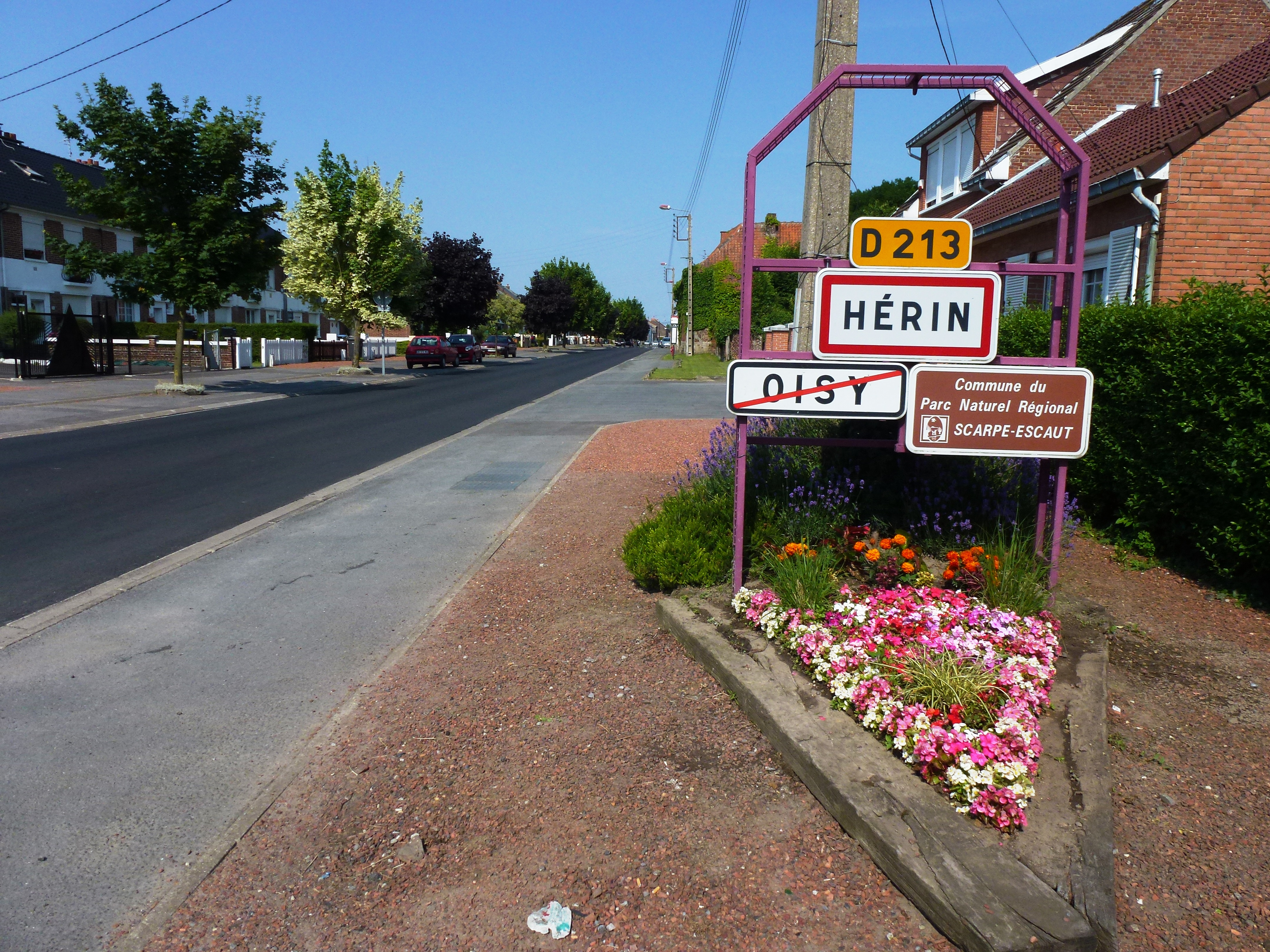
Entrée de Hérin par Oisy
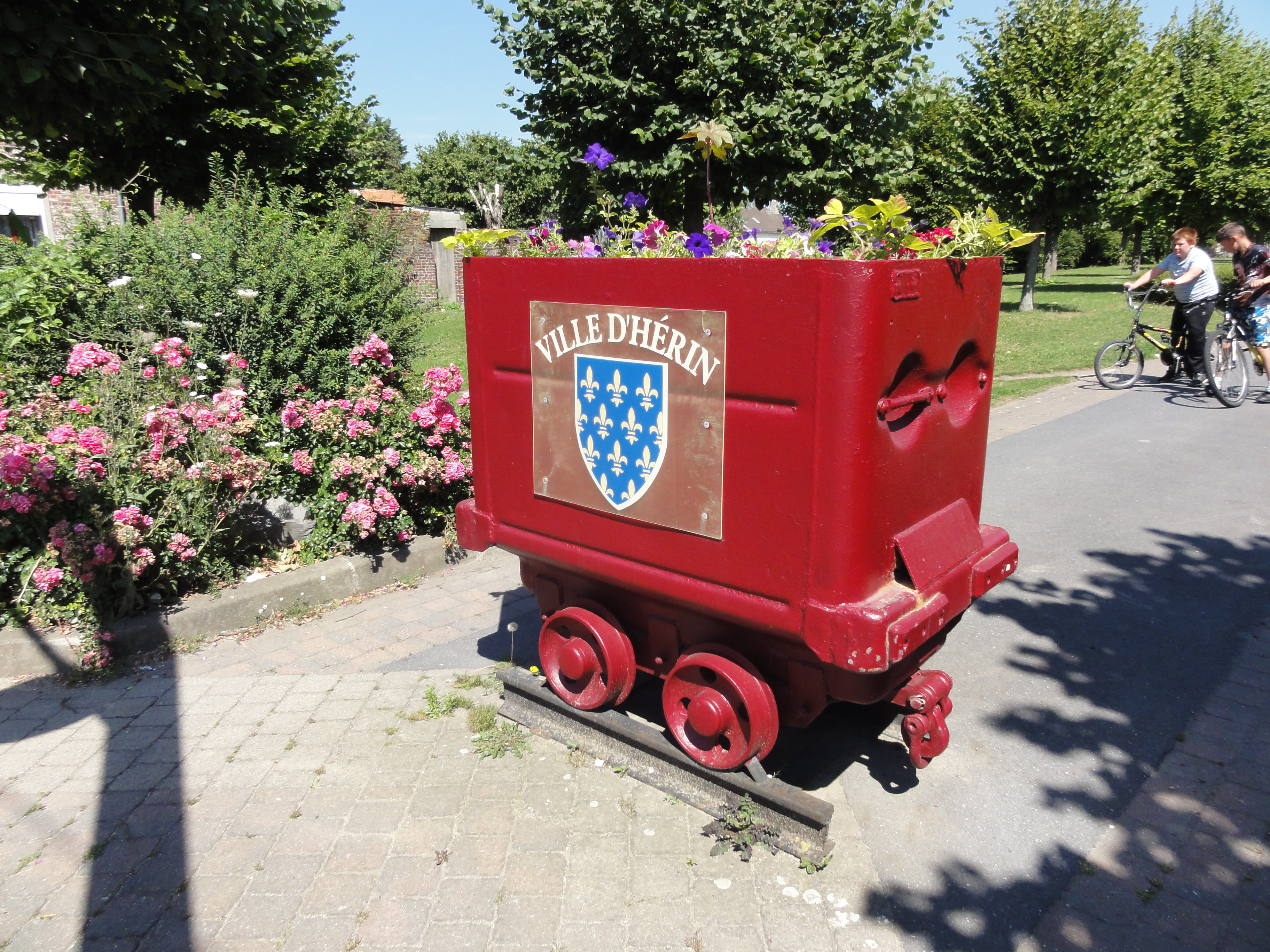
Dans la cité minière de Hérin, "les Corons"
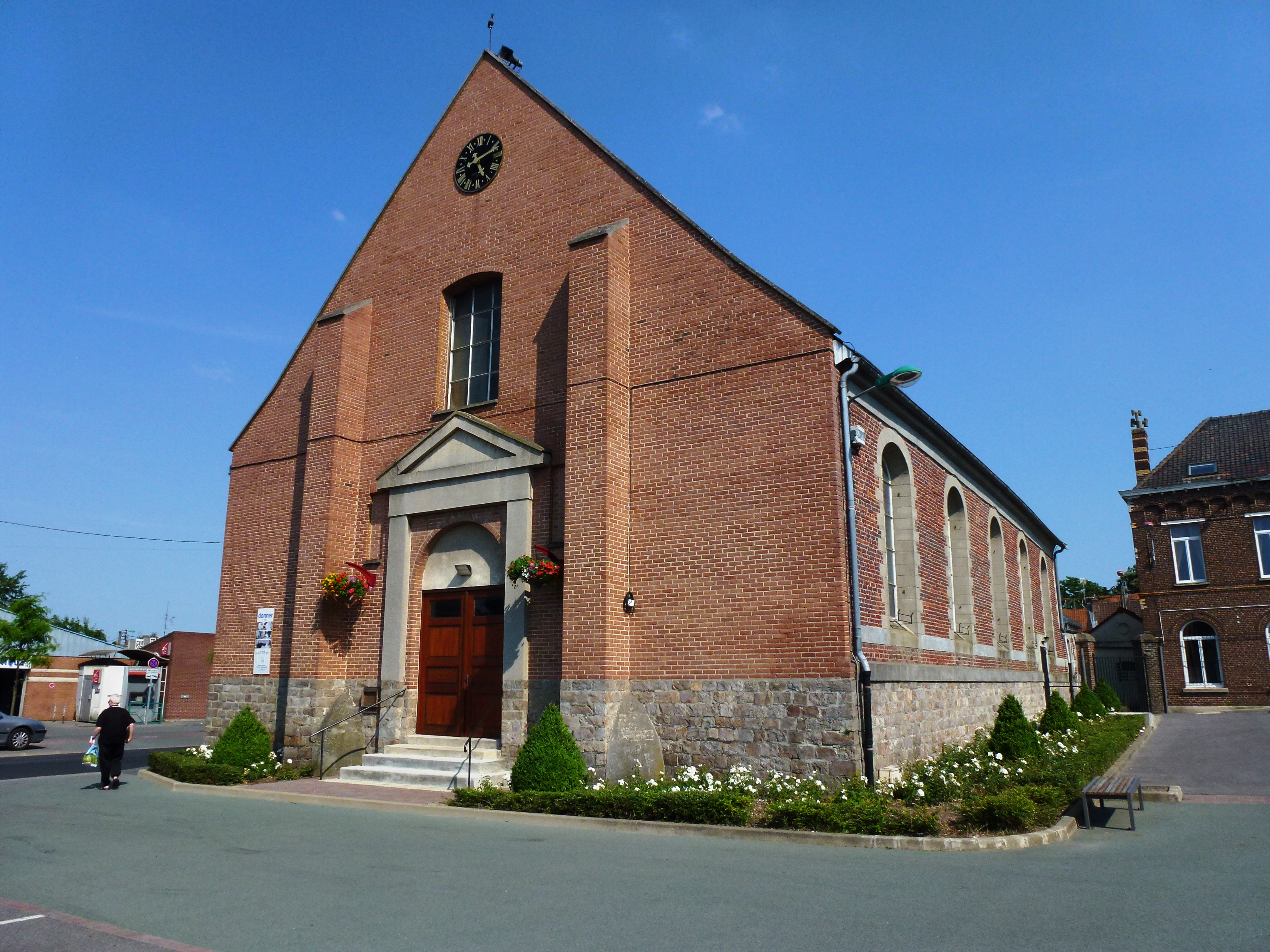
L'église avant sa rénovation

### Personnalités liées à la commune
- Ferdinand Lepez (1850-1936), homme politique, maire de Raismes, député de la 2e circonscription de Valenciennes de 1893 à 1906.

### Héraldique
| Blason de Hérin | Blason  | D'azur semé de fleurs de lys d'Or.               |
| Blason de Hérin | Détails | Le statut officiel du blason reste à déterminer. |

## Pour approfondir